# Oro verde - C'era una volta in Colombia
Oro verde - C'era una volta in Colombia (Pájaros de verano) è un film del 2018 diretto da Ciro Guerra e Cristina Gallego.
Il film, che narra le reali vicende di una famiglia Wayuu, della sua ascesa e caduta nei primi anni dei traffici illegali di droga in Colombia, è ambientato tra la fine degli anni '60 e l'inizio degli anni '80 ed è diviso in cinque "canti". È stato selezionato come film d'apertura della Quinzaine des Réalisateurs del Festival di Cannes 2018, dove ha ricevuto il premio della critica. È inoltre stato scelto come rappresentante della Colombia per l'Oscar al miglior film straniero, entrando nella shortlist di dicembre.

## Trama
Alla fine degli anni Sessanta, in Colombia, nella regione settentrionale abitata dagli indiani Wayuu, che ancora vivono di pastorizia e coltivazione della terra, l'ambizioso Rapayet decide di sposare la giovane Zaida. Per farlo deve procurarsi una dote adeguata e, per trovare denaro sufficiente, è costretto a commerciare un carico di marijuana attraverso i Peace Corps con l'aiuto dell'amico Moises. Dopo aver sposato Zaida continua con questa attività, che aumenta nelle dimensioni e nella quale coinvolge anche la sua famiglia. Dopo un incidente con i trafficanti americani causato da Moises, è costretto ad allontanare l’amico e poi, in un'escalation di violenza, ad ucciderlo, cosa che lo perseguiterà negli anni successivi.
In poco tempo Rapayet convince delle proprie capacità imprenditoriali i capi-clan, tra cui la matrona Ursula, e avvia un fiorente commercio di marijuana verso gli Stati Uniti, alleandosi per interesse con una famiglia rivale. La ricchezza derivante dal narcotraffico modifica radicalmente lo stile di vita della comunità di Rapayet e conduce ad uno scontro fratricida con gli alleati. Infatti Leonidas, giovane e alcolizzato figlio di Ursula, violenta una delle figlie di Anibal, il capo-clan alleato: questo causa la guerra tra i due clan, che verrà combattuta cercando di rispettare usi e tradizioni di un mondo in via di sparizione e che porterà alla fine di entrambe le famiglie. Sopravviverà solo la figlia minore di Rapayet.

## Distribuzione
Il film è stato presentato al Festival di Cannes 2018 nella sezione dei Quinzaine des Réalisateurs. È stato distribuito a partire dal 2 agosto 2018 in Colombia e dall’11 aprile 2019 in Italia. Il titolo internazionale del film è Birds of passage, traduzione del titolo originale, che si riferisce alle apparizioni di uccelli nei luoghi del racconto e che nella cultura wayuu hanno un preciso simbolismo.

## Accoglienza
Il film è stato accolto in maniera molto positiva, sia dalla critica che dal pubblico. Sul sito Rotten Tomatoes ottiene il 95% delle recensioni professionali positive e l'89% di quelle del pubblico, mentre su Metacritic ottiene un punteggio di 85 su 100. Sul sito di Internazionale viene definito da Francesco Boille come "un film importante, un’opera fortemente originale che, se lasciata sedimentare, dispiega ulteriormente la sua forza, quasi da cinema d’altri tempi". Peter Bradshaw su The Guardian scrive "Questo è un cinema che si spinge davvero al limite della narrazione e dei modelli del genere ed è traboccante di immagini ed idee" e gli assegna 4 stelle su 5.